# Charytony (przystanek kolejowy)
Charytony (biał. Харытоны, ros. Харитоны) – przystanek kolejowy w pobliżu miejscowości Charytony, w rejonie brzeskim, w obwodzie brzeskim, na Białorusi.
Powstał po 1939.